# يوتارو هونجو
يوتارو هونجو (本城雄太郎 هونجو يوتارو) هو ممثل ياباني ولد في 27 يونيو 1996 في طوكيو.

## أدواره في الأنمي

### مسلسلات أنمي تلفزيونية
- إيوريكا سفن AO - أو فوكاي
- إيليمنت هنتر - رين كاراس
- ريد غاردن - بول
- موشيشي - ماهو (القرن الناعم)
- داركر ذان بلاك -المقاول الأسود- - نيك هيلمان (أيام الطفولة)

### أوفا أنمي
- سينت سيا: ذا لوست كانفاس - سالو

## أدواره في الدبلجة اليابانية
- الأبطال الستة - هيرو هامادا
- سوبر 8 - جو لامب
- بعد الأرض - كيتاي ريج
- إكس-من الأصول: وولفرين - لوغان (أيام الطفولة)
- 2012 - نوا كيرتيس
- عيد العمال - هنري ويلر
- ستسيل الدماء - ه. و. بلينفيو
- اشترينا حديقة حيوان - ديلان مي

## وصلات خارجية
- يوتارو هونجو على موقع IMDb (الإنجليزية)
- يوتارو هونجو على موقع قاعدة بيانات الفيلم (الإنجليزية)